# Longguo & Shihyun
Longguo & Shihyun (tiếng Hàn: 용국 & 시현) là một nhóm nhỏ Hàn Quốc được thành lập bởi Choon Entertainment tại Seoul, Hàn Quốc. Bộ đôi này trước đó đã tham gia Produce 101 Mùa 2. Họ đã ra mắt vào ngày 31 tháng 7 năm 2017, với đĩa đơn "the.the.the". Yong-guk là thành viên của nhóm nhạc nam dự án do người hâm mộ thực hiện JBJ, đã ký hợp đồng bảy tháng với nhãn Fave Entertainment.

## Thành viên
- Kim Yong-guk
- Kim Shi-hyun (시현)

## Discography

### Phát mở rộng
| Tiêu đề     | Chi tiết Album | Vị trí biểu đồ đỉnh | Bán hàng      |
| Tiêu đề     | Chi tiết Album | KOR                 | Bán hàng      |
| ----------- | --- | ------------------- | ------------- |
| the.the.the | - Ngày phát hành: ngày 31 tháng 7 năm 2017 - Nhãn đĩa: Choon Entertainment, NHN Entertainment - Định dạng: CD, digital download Track listing 1. Stay Here 2. the.the.the 3. Love Taste 4. Wonderland | 5                   | - KOR: 33,550 |

### Đĩa đơn
| Tiêu đề                                  | Năm  | Vị trí biểu đồ đỉnh | Bán hàng (DL) | Album       |
| Tiêu đề                                  | Năm  | KOR                 | Bán hàng (DL) | Album       |
| ---------------------------------------- | ---- | ------------------- | ------------- | ----------- |
| "the.the.the"                            | 2017 | —                   | - KOR: 22,667 | the.the.the |
| "—" denotes releases that did not chart. |      |                     |               |             |

## Giải thưởng

### Golden Disc Awards
| Năm  | Đề cử / Tác phẩm  | Giải thưởng                   | Kết quả |
| ---- | ----------------- | ----------------------------- | ------- |
| 2018 | Longguo & Shihyun | Nghệ sĩ mới của năm           | Đề cử   |
| 2018 | Longguo & Shihyun | Giải thưởng Phổ biến Toàn cầu | Đề cử   |